# Jaltomata chihuahuensis
Jaltomata chihuahuensis är en potatisväxtart som först beskrevs av Friedrich August Georg Bitter, och fick sitt nu gällande namn av T. Mione och R. Bye. Jaltomata chihuahuensis ingår i släktet jaltomator, och familjen potatisväxter. Inga underarter finns listade i Catalogue of Life.